# Arduino II d'Ivrea
Arduino II o Ardicino (X secolo – 1050 circa) è stato un nobile franco presunto marchese d'Ivrea dal 999 al 1015.

## Biografia
Era figlio di Arduino d'Ivrea e di Berta degli Obertenghi, probabilmente figlia di Oberto II. In seguito alla scomunica del padre nel 999 ad opera di papa Silvestro II, alcuni storici hanno assunto che probabilmente la carica di marchese d'Ivrea fosse passato ad Ardicino, ma la transizione è smentita e ad oggi non accettata. Ebbe in sposa Willa di Ugo.
Dopo la morte del padre, la marca d'Ivrea scomparve e Arduino, come i fratelli Ottone e Guiberto riconobbero Olderico Manfredi quale marchese di Ivrea.
Nel 1023 mediò nelle dispute tra l'abbazia di Fruttuaria e l'abbazia di San Benigno di Digione.
 Nel 1027 subì un attacco da parte di Corrado II, intenzionato a riappropriarsi di Ivrea, cruciale per il passaggio verso la Borgogna ma, una volta che il sovrano rientrò, i discendenti di Arduino, che controllavano il corso della Dora e da lì il passaggio verso la Borgogna, tornarono..
Nel 1036 Arduino ottenne in feudo dal vescovo di Cremona Ubaldo dei beni a sud di Bergamo rafforzando così il proprio potere nella parte meridionale del territorio bergamasco.
I discendenti di Arduino o dei fratelli si fecero chiamare "conti del Canavese", pur non avendo alcun comitato e senza una formale investitura, continuando a dominare l'area occidentale della marca arduinica.